# غوستاف فرانك (أستاذ جامعي)
غوستاف فرانك (بالألمانية: Gustav Wilhelm Frank)‏ هو عالم عقيدة ألماني، ولد في 25 سبتمبر 1832 في شلايتس في ألمانيا، وتوفي في 24 سبتمبر 1904 في Hinterbrühl ‏ في النمسا.